# Мухен
Мухе́н — рабочий посёлок в районе имени Лазо Хабаровского края России.
Образует городское поселение Рабочий посёлок Мухен как единственный населённый пункт в его составе.

## География
Стоит на правом берегу реки Немта.
В Хабаровском крае есть река Мухен, верховья которой находятся примерно в 40 км от посёлка, населённых пунктов на реке Мухен нет.
Автомобильная дорога к пос. Мухен идёт на север от пос. Сидима (стоит на автотрассе Владимировка — Сукпай).
Расстояние до пос. Сидима около 8 км, расстояние до районного центра Переяславка около 84 км.

## История
Населённый пункт впервые упоминается в 1956 году. Ранее здесь существовал деревообрабатывающий комбинат как градообразующее предприятие, который стал банкротом в 1990 году.
Статус посёлка городского типа — с 1962 года. В настоящее время (2013 г.) посёлок не имеет статуса «городского поселения», а является «рабочим посёлком».
В проектах для постройки существовал санаторий «Серебряный бор».

## Население
| 1970  | 1979  | 1989  | 1992  | 2000  | 2002  | 2009  |
| ----- | ----- | ----- | ----- | ----- | ----- | ----- |
| 6666  | ↘6434 | ↘6142 | ↘6000 | ↘5800 | ↘4756 | ↘4619 |
| 2010  | 2011  | 2012  | 2013  | 2014  | 2015  | 2016  |
| ↘4068 | ↘4052 | ↘3925 | ↘3788 | ↘3702 | ↗3728 | ↘3715 |
| 2017  | 2018  | 2019  | 2020  | 2021  | 2023  | 2024  |
| ↘3682 | ↘3622 | ↘3553 | ↘3504 | ↘3018 | ↘2936 | ↗2988 |

## Экономика
- Предприятия, занимающиеся заготовкой и переработкой леса.
- В пос. Мухен находилась станция Немпту ведомственной Оборской железной дороги (железная дорога разобрана).